# Мраморна мачка
Мраморна мачка (Pardofelis marmorata) је врста сисара из породице мачака (Felidae).

## Распрострањење
Мраморна мачка је присутна у Брунеју, Бутану, Вијетнаму, Индији, Индонезији, Камбоџи, Кини, Лаосу, Малезији, Мјанмару, Непалу и Тајланду.

## Станиште
Мраморна мачка (Pardofelis marmorata) има станиште на копну.

## Угроженост
Ова врста се сматра рањивом у погледу угрожености врсте од изумирања.

### Популациони тренд
Популација ове врсте се смањује, судећи по расположивим подацима.